# 石黒淳士
石黒 淳士（いしぐろ あつし、1984年1月27日 - ）は、プロレスのレフェリー、元舞台俳優。愛知県出身。身長170cm、体重65kg。血液型O型。

## 経歴
劇団「ぬいぐるみハンター」に所属し、石黒 敦士（読み同じ）の芸名で舞台俳優として活動。
2013年2月13日、プロレスリングWAVEのレフェリーオーディションで合格。同時期のレスラーオーディションで合格した夏すみれ・山下りなと同じ内容の練習をこなしつつ、レフェリーとしてTommyレフェリーに師事。
7月12日、レッスル武闘館で開かれたホワイトテイルズ解散興行で査定エキシビションを行い、Tommyレフェリーからデビューが認められた。
7月15日、WAVE後楽園ホール大会におけるGAMI vs 栗原あゆみ戦でデビュー。
9月、ぬいぐるみハンターを退団。
2018年12月31日付けでプロレスリングWAVEを退団。
2019年1月27日を以て、マスターを務めていたZABUNが歌舞伎町で経営する女子プロレスバー「ちゃんす」も退職。
フリー転向後は新宿二丁目プロレス、DDTプロレスリング、東京女子プロレス、ガンバレ☆プロレス、アイスリボン、アクトレスガールズなどで活動している。

## テレビ出演
- 総合診療医ドクターG（NHK総合、2014年4月18日）